# Bridge to your heart
Bridge to your heart, in sommige landen Building a bridge to your heart  is een nummer van de Britse band Wax. Het is afkomstig van hun album American English uit 1987. Op 6 juli dat jaar werd het nummer op single uitgebracht.

## Achtergrond
Wax had aanvankelijk weinig succes met hun singles. In Nederland bereikte er slechts drie de destijds twee hitlijsten, waarvan American English ook niet verder kwam dan een 96e positie in de Nationale Hitparade Top 100. Bridge to your heart werd opgenomen in de studiosessies die plaatsvonden vanaf maart 1987 en die uiteindelijk zouden leiden tot hun tweede complete studioalbum, dat nog één vervolg kreeg, maar daarna was het afgelopen met Wax. Het nummer kent een aparte start. Andrew Gold roept "1, 2, 1, 2, 1, 2, 3, 4", houdt dan stil en roept "Hold it... NOW!". Gold kondigt even later ook de blazers (uit de synthesizer) aan met "Horn!". Gold probeert een brug te bouwen naar zijn vriendin, die hem net verlaten heeft. De single verscheen in diverse versies met diverse B-kanten in een platenhoes van Storm Thorgerson.
De videoclip werd geschoten door Kevin Godley en Lol Creme, twee maten van Gouldman uit de band 10cc. Het is grotendeels een animatiefilmpje. In Nederland werd de videoclip destijds op televisie uitgezonden door de popprogramna's AVRO's Toppop, Countdown van Veronica en Popformule van de TROS.
De plaat werd een hit in de Verenigde Staten, Oceanië en Europa. In de Verenigde Staten bereikte de plaat een 43e positie in de Billboard Hot 100 en in Australië werd de 17e positie behaald, in Ierland de 11e, Zweden de 9e, Duitsland de 19e. In het thuisland van Wax, het Verenigd Koninkrijk, werd de 12e positie bereikt in de UK Singles Chart.
In Nederland was de plaat op maandag 3 augustus 1987 de 387e  AVRO's Radio en TV-Tip op Radio 3 en werd een hit in de destijds twee hitlijsten op de nationale publieke popzender. De plaat bereikte de 6e positie in de Nationale Hitparade Top 100 en de 8e positie in de Nederlandse Top 40. In de Europese hitlijst op Radio 3, de TROS Europarade, werd géén notering behaald, aangezien deze lijst op 25 juni 1987 voor de laatste keer werd uitgezonden.
In België bereikte de plaat de 3e positie in de voorloper van de Vlaamse Ultratop 50 en de 5e positie in de Vlaamse Radio 2 Top 30. In Wallonië werd géén notering behaald.
Duitsers kennen het nummer tevens als het protestlied Wehr dich gegen den Staat (Verdedig je tegen de staat, een lied voor meer vrijheid) uit 1999 gezongen door Rocko Schamoni.

## Hitnoteringen

### Nederlandse Top 40
| Positie: | 33 | 25 | 20 | 13 | 9 | 8 | 9 | 15 | 23 | 39 | uit |

### Nationale Hitparade Top 100
| Positie: | 67 | 34 | 22 | 16 | 10 | 7 | 6 | 12 | 28 | 40 | 54 | 82 | uit |

### Vlaamse Radio 2 Top 30
| Positie: | 10 | 5 | 5 | 6 | 6 | 10 | 17 | 17 | uit |

### Vlaamse Ultratop 50
| Positie: | 16 | 9 | 4 | 3 | 5 | 7 | 13 | 20 | 40 | uit |

### NPO Radio 2 Top 2000
| Nummer met noteringen in de NPO Radio 2 Top 2000 | '00  | '01  |
| ------------------------------------------------ | ---- | ---- |
| Bridge to your heart                             | 1661 | 1837 |

1. ↑  Een vetgedrukt getal geeft de hoogste notering aan.
2. ↑  2000 was het eerste jaar met een notering voor dit nummer.
3. ↑  Deze tabel is bijgewerkt tot en met de laatste editie (2024).